# Dalibor Jablanović
Dalibor Jablanović (Ćuprija, 29. maj 1985) је srpski Ginisov rekorder (engl. Guinness World Record Holder). Dalibor je postavio zvanično priznatih 26 rekorda u 11 kategorija, time uspeo da osigura mesto Srbina sa najviše oborenih rekorda.

## Biografija
Jablanović je rođen u Ćupriji, živi u Stubici kod Paraćina. Srednju školu je završio u Paraćinu. Diplomirao je Savremene računarske tehnologije na Visokoj tehničkoj školi strukovnih studija u Nišu. Nekoliko godina kasnije je specijalizirao na istom smeru.
Jablanović je obarao Ginisove rekord čak 26 puta u 11 kategorija i time uspeo da osigura mesto Srbina sa najviše oborenih Ginisovih rekorda kako među državljanima Srbije, tako i na Balkanu. Jablanović je proglašen za najboljeg takmičara meseca avgusta 2013. na Ginisovim izazovima. Rekorde je obarao kako na Ginisovim izazovima ( platforma Ginisove knjige na zvaničnom sajtu) tako i u Domu kulture u selu Stubica kod Paraćina ispred mnogobrojnih građana, i članova komisije. Članovi komisije su ugledni građani, koji su u svojstvu svedoka, merača vremena i drugih aktivnosti. Oni nadgledaju regularnost i sprovođenje obaranja rekorda.
Neki od Ginisovih rekorda koje je oborio: najviše kašika balansiranih na licu (31), najviše kockica poravnatih i postavljenih na isti broj vezanih očiju (29), najbrže organizuje šahovski set u timu dvoje (37,30), najbrže razmotati rolnu toalet papira jednom rukom (9,80). Rekordi su prezentovani na portalima i u novinama širom sveta.

## Oboreni Ginisovi rekordi (engl.)
| Redni broj | Engleski                                                                 | Srpski                                                                 | Pojedinac/Tim                             | Najbolji Rezultat |
| ---------- | ------------------------------------------------------------------------ | ---------------------------------------------------------------------- | ----------------------------------------- | ----------------- |
| 1          | Most spoons balanced on the face                                         | Najviše kašika balansiranih na licu                                    | Pojedinac                                 | 31 kašika.        |
| 2          | Fastest arrange a chess set (team of two)                                | Najbrže organizuju šahovski set (dvoje u timu)                         | Dalibor Jablanović i Vladan Radisavljević | 37,30 sekunde.    |
| 3          | The fastest time to arrange a chess set into a classic chess arrangement | Najbrže organizuje šahovski set klasičan šahovski raspored             | Pojedinac                                 | 34,20 sekunde.    |
| 4          | Fastest time to unravel a toilet roll (one hand)                         | Najbrže vreme razmota rolnu toalet papira jednom rukom                 | Pojedinac                                 | 9,80 sekunde.     |
| 5          | Fastest Time to Arrange Ten Dice with the Same Number (Blindfolded)      | Najbrže vreme da se organizuju 10 kockica na isti broj (vezanih očiju) | Pojedinac                                 | 6,84 sekunde.     |
| 6          | The most dice aligned to the same number in 30 seconds (blindfolded)     | Najviše kockica poravnatih na isti broj u 30 sekundi (vezanih očiju)   | Pojedinac                                 | 29 kockice.       |
| 7          | Most hair clips on the head in 30 seconds                                | Najviše šnalica stavljenih na kosi za 30 sekundi                       | Pojedinac                                 | 54 šnalice.       |
| 8          | Most sticky notes stuck on the face in one minute                        | Najviše stik notes papirića zalepljenih na lice za 1 minut             | Pojedinac                                 | 35 papirića.      |
| 9          | Most sticky notes stuck on the face in 30 seconds                        | Najviše stik notes papirića zalepljenih na lice za 30 sekundi          | Pojedinac                                 | 25 papirića.      |
| 10         | Most spoons balanced on the face in one minute                           | Najviše kašika postavljenih i balansiranih na licu u jednoj minuti     | Pojedinac                                 | 22 kašike.        |
| 11         | Most spoons balanced on the body                                         | Najviše kašika balansiranih na telu                                    | Pojedinac                                 | 79 kašika.        |

## Svi Ginisovi rekordi
Ovo su svi Ginisovi rekordi koje je Jablanović uspeo da obori. On je obarao kako tuđe tako i svoje rekorde.Ovo su rekordi u datom momentu ali svakog momenta može doći do novih promena u svetu, tako da i neki od ovih rekorda mogu biti oboreni.
| Redni broj | Rekordi                                                               | Postignuti rezultat | Datum                                      |
| ---------- | --------------------------------------------------------------------- | ------------------- | ------------------------------------------ |
| 1          | Najviše šnalica stavljenih na kosi za 30 sekundi                      | 45                  | 4. februar 2013.                           |
| 2          | Najviše šnalica stavljenih na kosi za 30 sekundi                      | 54                  | 11. februar 2013.                          |
| 3          | Najviše stik notes papirića zalepljenih na lice za 1 minut            | 28                  | 18. februar 2013.                          |
| 4          | Najviše stik notes papirića zalepljenih na lice za 1 minut            | 35                  | 26. februar 2013.                          |
| 5          | Najviše kašika balansiranih istovremeno na licu                       | 21                  | 29. april 2013.                            |
| 6          | Najviše kašika balansiranih istovremeno na licu                       | 25                  | 12. maj 2013.                              |
| 7          | Najviše kašika balansiranih istovremeno na licu                       | 26                  | 28. maj 2013.                              |
| 8          | Najviše kašika balansiranih istovremeno na licu                       | 28                  | 20. jul 2013.                              |
| 9          | Najviše kašika balansiranih istovremeno na licu                       | 31                  | 28. septembar 2013.                        |
| 10         | Najbrže vreme razmota rolnu toalet papira jednom rukom                | 17,30 sekundi       | 30. septembar 2013.                        |
| 11         | Najbrže vreme razmota rolnu toalet papira jednom rukom                | 14,50 sekundi       | 5. oktobar 2013.                           |
| 12         | Najbrže organizuju šahovski set(u timu dvoje)                         | 44,20 sekundi       | 7. oktobar 2013.                           |
| 13         | Najbrže vreme razmota rolnu toalet papira jednom rukom                | 10,90 sekundi       | 14. oktobar 2013.                          |
| 14         | Najbrže vreme razmota rolnu toalet papira jednom rukom                | 9,80 sekundi        | 5. novembar 2013.                          |
| 15         | Najbrže organizuju šahovski set(u timu dvoje)                         | 42,43 sekundi       | 17. novembar 2013.                         |
| 16         | Najbrže organizuje šahovski set klasičan šahovski aranžment           | 38,40 sekundi       | 11. januar 2014.                           |
| 17         | Najbrže organizuju šahovski set(u timu dvoje)                         | 40,17 sekundi       | 11. januar 2014.                           |
| 18         | Najbrže vreme da se organizuju 10 kockica na isti broj(vezanih očiju) | 6,84 sekundi        | 13. januar 2014.                           |
| 19         | Najbrže organizuju šahovski set(u timu dvoje)                         | 37,30 sekundi       | 10. februar 2014.                          |
| 20         | Najbrže organizuje šahovski set klasičan šahovski raspored            | 36,55 sekundi       | 10. februar 2014.                          |
| 21         | Najbrže organizuje šahovski set klasičan šahovski raspored            | 34,41 sekundi       | 17. februar 2014.                          |
| 22         | Najviše stik notes papirića zalepljenih na lice za 30 sekundi         | 25                  | 25. jun 2014.                              |
| 23         | Najbrže organizuje šahovski set klasičan šahovski aranžment           | 34,20 sekundi       | 18. july 2014.                             |
| 24         | Najviše kockica poravnatih na isti broj za 30 sekundi(vezanih očiju)  | 29                  | 9. decembar 2013.(odobreno 4. avgust 2014) |
| 25         | Najviše kašika postavljenih i balansiranih na licu u jednoj minuti    | 22                  | 5. jul 2015.                               |
| 26         | Najviše kašika balansiranih na telu                                   | 79                  | 26. jun 2016.                              |

## Osnivač nove Ginisove discipline
Jablanović je osnovao novu Ginisovu disciplinu koja do tada nije postojala a zove se "Najviše kovanih novčića izbalansiranih uspravno za jedan minut (engl. Most coins balanced upright in one minute )".